# Три Хил (4. сезона)
Четврта сезона телевизијске серије Три Хил, по жанру драме, премијерно је приказивана у периоду од 27. септембра 2006. године до 13. јуна 2007. године, на америчкој телевизијској мрежи The WB.

## Опис
Како се крај средње школе ближи, сви ученици завршног разреда се налазе на раскршћу својих животних путева. Нејтан је успео да преживи несрећу која му се догодила у последњој епизоди треће сезоне, али на самом почетку ове сезоне доживљава још један шок - Хејли очекује његово дете. Нејтан, сећајући се несреће, све више верује у то да га је Кит спасао из воде. Рејчел покушава да се приближи Нејтану, али сазнавши да Хејли очекује његово дете ипак одустаје.
Убрзо након заврпетка пријатељства са Пејтон, Брук раскида са Лукасом, а затим постаје цимерка са Рејчел. Рејчел обећава Брук да ће јој наћи новог дечка, и то и чини, а његово име је Ник Чавез (Рејналдо Валентин), који је више од 10 година старији од Брук и који је, касније ће се испоставити нови професор у средњој школи у Три Хилу. Након кратке везе, Брук раскида са Ником, сазнавши да ју је он преварио. Убрзо је Рејчел обавештава да ће њих две вероватно пасти на завршном тесту из математике и да ће морати да обнове последњу годину средње школе. Да се то не би догодило, одлучују да провале у наставничку канцеларију и да преправе одговоре на својим тестовима. Међутим, да не би биле откривене у свом покушају, морају да постану чланице групе „Чисте тинејџерке: девице за цео живот“. У одељење долази нови ученик, Чејс Адамс (Стефен Колети), постаје такође члан групе „Чисте тинејџерке: девице за цео живот“ и почиње да се забавља са Брук. Рејчел бива избачена из школе због због упада у наставничку канцеларију.
Скилс се придружује „Гавранима“ и постаје члан прве петорке. Лукас поново почиње да игра за „Гавране“, али само петанест минута максимално по једној утакмици и све док буде редовно узимао лекове против болести срца. „Гаврани“ поново улазе у борбу за освајање државног првенства. Нејтан, због веома лоше финансијске ситуације, позајмљује новац од локалног зеленаша Дантеа Џоунса (Рик Фокс), који ми даје новац, али га условљава да последње две утакмице у сезони намерно одигра испод свог просека, како би „Гаврани“ изгубили, а Данте добио велики новац на кладионици. Међутим, „Гаврани“ побеђују и Данте, како би се осветио Нејтану, покушава да га прегази колима, док је овај заједно са Хејли и Лукасом, стајао испред дворане у којој је одиграна одлучујућа утакмица. Међутим, Хејли спашава Нејтана, али сама не успева да избегне аутомобил, прелеће преко крова аутомобила и пада поред аутомобила без свести. Видевши то, Лукас притрчава како би јој помогао, али доживљава срчани удар, као последицу тога што није попио преписане лекове пре почетка одлучујуће утакмице. Лукас у несвести, сања Кита, који му предочава чињеницу да је Лукас, својим ставовима и понашањем, допринео остварењу бољег живота многих других особа. Кит, у Лукасовом сну, покушава да Лукасу освежи памћење о томе шта је тачно видео онога дана када је Кит убијен у ходнику средње школе. Лукас се из несвести буди са великом сумњом у погледу Китовог убице. Ден је за то време у затвору, јер је намерно убио Дантеа, како би свога сина спасио одласка у затвор. Међутим, резултати аутопсије Дантеовог тела показали су да је Данте преминуо услед повреда које је доживео када је колима налетео на Хејли, а не од повреда које су му касније нанете. Нејтан, у међувремену сазнаје да је Хејли у добром здравственом стању, као и да ће беба бити добро.
Када Карен сазнаје да је Ден помогао Нејтану да не оде у затвор, дозвољава му да јој се поново приближи, схвативши да он жели најбоље за њу и за њено дете, које тек треба да се роди. Сви у Три Хилу су веома изненађени када сазнају да је Ден поново постала зависник од лекова за смирење и да се већ неколико пута предозирала, завршивши притом у болници. Како би јој помогли, Нејтан и Хејли почињу да живе заједно са њом, а неколико дана пре саме матурске вечери, приређују журку, на којој Маут губи невиност са председницом групе „Чисте тинејџерке: девице за цео живот, Шели (Елизабет Харнуа), која га, међутим, након кратког времена оставља. На журци коју су приредили Нејтан и Хејли, друштво проналази касету на којој је снимак Нејтана и Брук у кревету. Снимак је направљен у првој години средње школе. Након овога. Чејс прекида своју везу са Брук. На матурској вечери су сви зачуђени што се Пејтон никако не појављује. Брук креће ка Пејтониној куће, не би ли је пронашла. Коначно је проналази у подруму, везану за столицу, са залепљеном траком око уста. Пре него што је схватила шта се заправо догађа и Брук је такође постала заточеница Ијана Бенкса (Мет Бар), који је успео да се спријатељи са Пејтон, представљајући се као њен старији брат Дерек Самерс (Ернест Вадел), шаљући јој инстант поруке преко интернета познате садржине „Погледај мене, погледај себе“ (енгл. WATCHMEWATCHYOU). Брук и Пејтон, међутим, некако успевају да савладају Иана и са лакшим повредама успевају да се извуку из куће. Овај немили догађај је још више учврстио њихово пријатељство, а њих две почињу заједно да станују у некадашњем стану Нејтана и Хејли.
На матурској вечери, Лукас открива да је ученица по имену Еби Браун (Алисон Скалиоти) једини сведок Китовог убиства и покушава да од ње сазна ко је заправо убио Кита. Еби му коначно признаје да је то учинио Ден. Међутим, Карен у ту чињеницу никако није могла да поверује. Лукас, сазнавши да је Ден заједно са Карен заједно у њеној кући, краде пиштољ од Деб и улази у кућу са намером да освети свог стрица Кита. Видевши то, Карен пада у несвест, Ден покушава да јој помогне, али га Лукас рањава. Недуго затим, Карен рађа ћерку Лили, али се још увек налази у животној опасности. Ден, након овог догађаја, одлучује да оде у полицију и да се добровољно преда.
Веза између Лукаса и Пејтон је постала потпуно стабилна. Међутим, Пејтон изненада добија понуду да почне да ради у једној музичкој издавачкој кући у Лос Анђелесу. Брук и Чејс су поново заједно. Директор средње школе позива Брук и Нејтана не би ли им предочио да вероватно могу бити избачени из школе, због непримереног понашања. Универзитет Дјук повлачи стипендију коју је намеравао да додели Нејтану, због тога што је „продао“ две утакмице. Међутим, Вајти добија понуду да тренира кошаркашку екипу једног универзитета који се налази недалеко од Три Хила, па Вајти предлаже Нејтану да конкурише за тај универзитет. Приликом свог говора као ђака генерације, на церемонији доделе диплома, Хејли за говорницом добија нагле болове и тада почиње њен порођај.
У последњој епизоди четврте сезоне Нејтан и Хејли постају поносни родитељи малог дечака, коме дају име Џејмс Лукас-Скот. Лукас и Брук постају кумови малог Џејмија. Деб коначно постаје смирена, задовољна, а и веома срећна у улози баке. Рејчел се поново враћа у Три Хил и приређује забаву за све матуранте. Маут коначно успева да уради оно што је одавно намеравао, да пољуби Брук. Карен доводи Лили на Китов гроб и обећава да ће га обилазити сваки дан. Ден покушава да се обеси у својој затворској ћелији, али му то не успева. Карен посећује Дена у затвору (само да би му нагласила да ће једног дана морати да каже својој ћерки ко јој је заправо убио оца). Лукас и Нејтан су одлучни у томе да више никад у свом животу не желе да виде Дена. Лукас сазнаје да ће бити нови помоћни тренер Вајтију, а такође пружа подршку Пејтон, која са Брук намерава да оде у Лос Анђелес. У последњој сцени, сви матуранти су на игралишту поред реке - играју баскет, момци против девојака. Цео терен је прекривен спрејом исписаним потписима свих матураната, а на средини терена, такође спрејом, написано је „Ми смо били овде“ (енгл. We were here). Четврта сезона се завршава на исти начин како је и прва почела - Нејтан и Лукас играју баскет, „један-на-један“.